# Ramenskoye

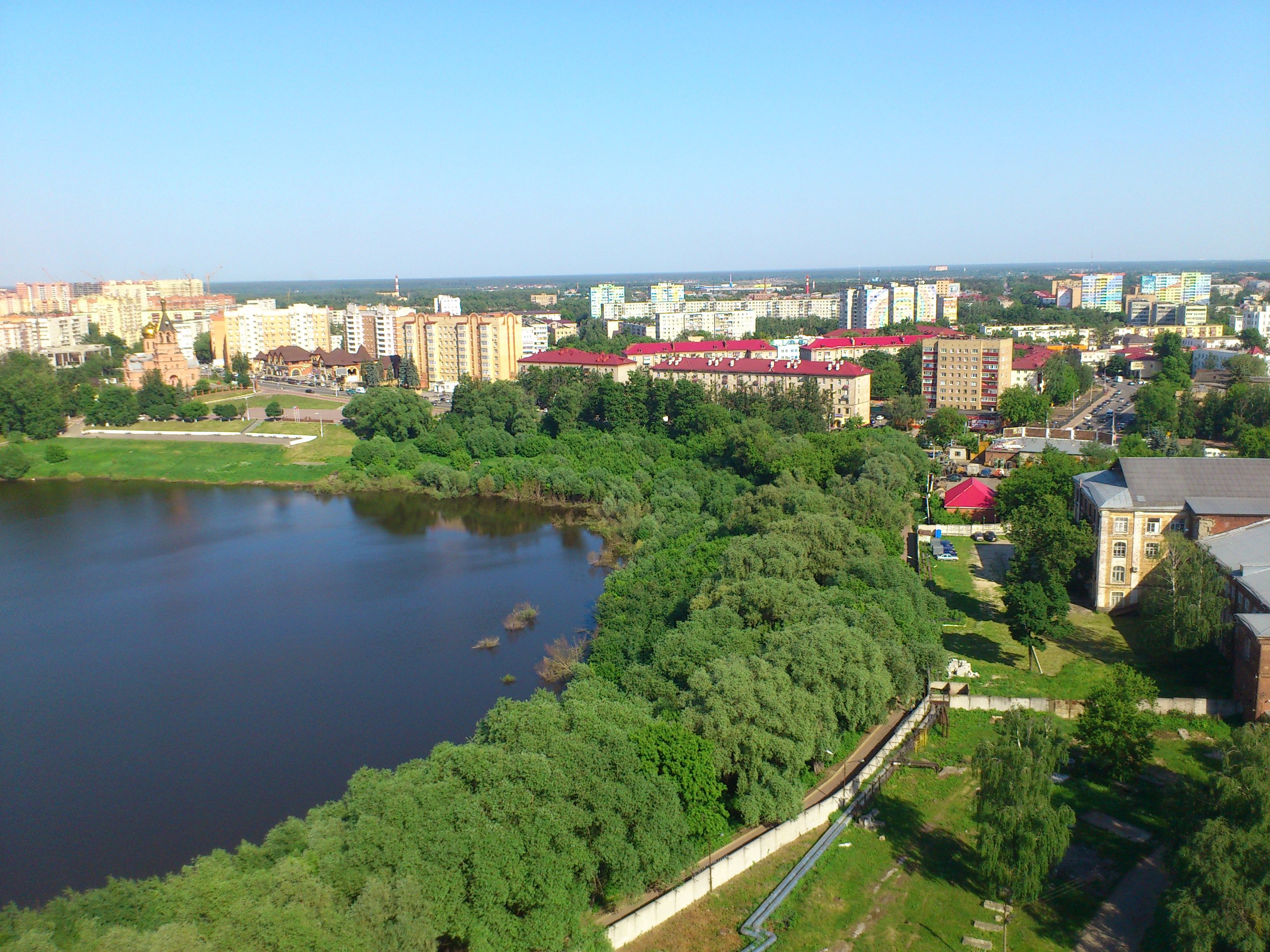
Thành phố Ramenskoye

Ramenskoye (tiếng Nga: Раменское) là một thành phố Nga. Thành phố này thuộc chủ thể Moskva Oblast. Thành phố có dân số 82.074 người (theo điều tra dân số năm 2002). Đây là thành phố lớn thứ 199 của Nga theo dân số năm 2002.